# Cordia guerkeana
Cordia guerkeana là loài thực vật có hoa trong họ Mồ hôi. Loài này được Loes. mô tả khoa học đầu tiên năm 1913.